# Axpo Holding

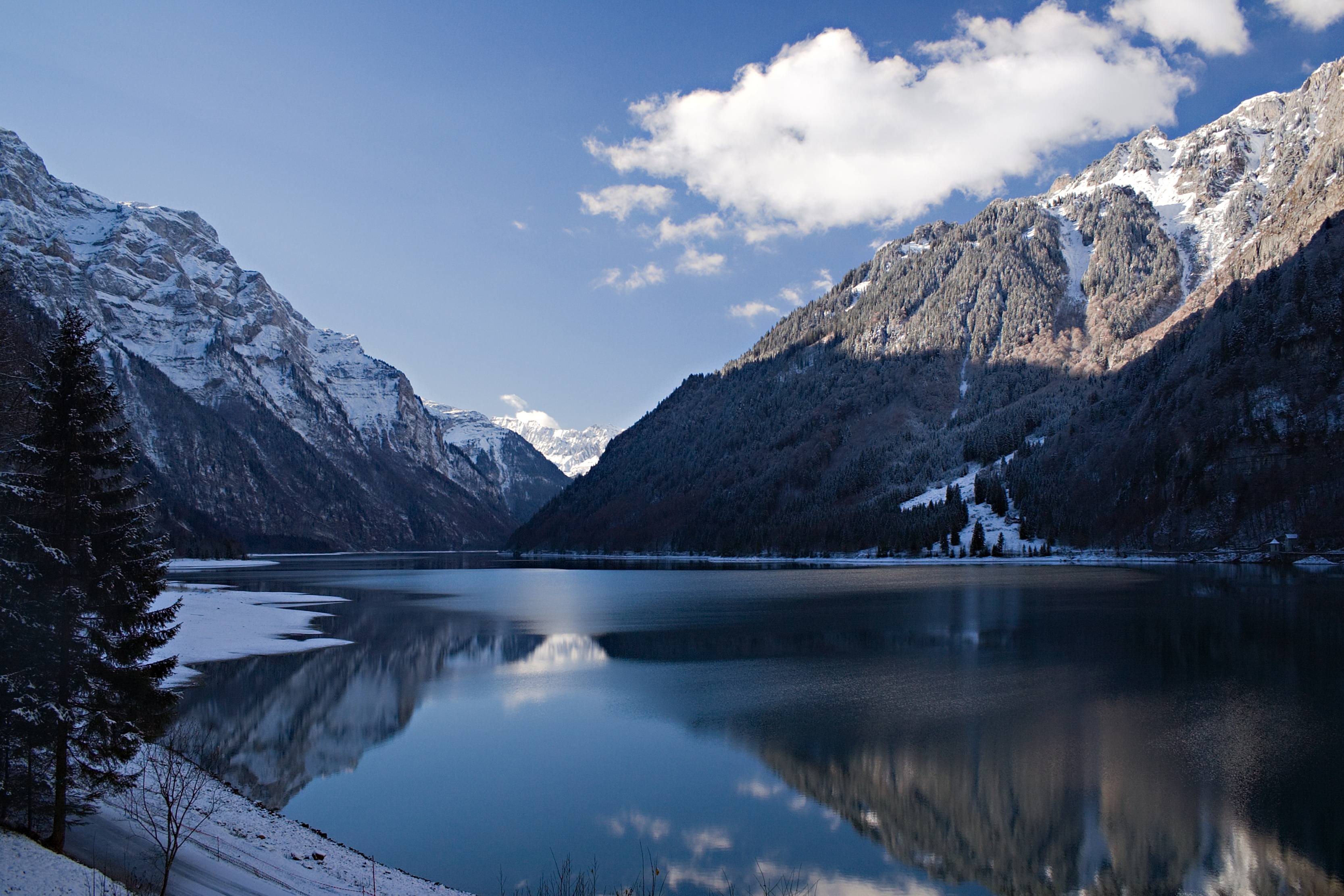
Die Axpo produziert Strom im Klöntalersee…

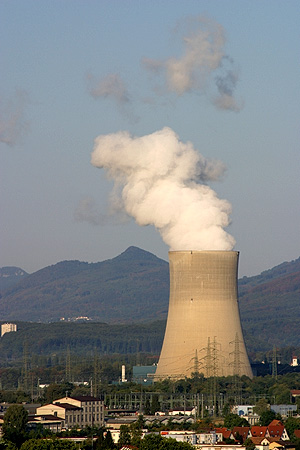
… und mit Kernkraft

Die Axpo Holding AG mit Sitz in Baden, Kanton Aargau, bildet zusammen mit ihren Tochtergesellschaften den Energiekonzern Axpo. Das Unternehmen wurde 2001 gegründet und ist aus der früheren Nordostschweizerischen Kraftwerke AG, NOK, hervorgegangen; es ist zu 100 Prozent in öffentlicher Hand.
Axpo produziert, verteilt und vertreibt Strom und ist im internationalen Energiehandel tätig sowie im Geschäft für Energie-Dienstleistungen. Axpo ist in über 30 Ländern in Europa, Nordamerika und Asien präsent.

## Aktivitäten
Axpo ist das grösste Energieunternehmen der Schweiz und deckt rund 40 % des Schweizer Strombedarfs ab. Gemäss eigenen Angaben ist Axpo mit Abstand der grösste Schweizer Produzent von Strom aus erneuerbaren Energien.  Das Unternehmen ist in Europa zudem vor allem im Geschäft mit Onshore-Wind- und grossen Solaranlagen präsent sowie im internationalen Energiehandel. Ein grosser Teil der inländischen Stromerzeugung fällt auf Wasserkraft und Kernenergie. Hinzu kommen Biomasse, Solar- und Windenergie. Im Ausland stehen Wind- und Solarenergie im Vordergrund. Zudem besitzt Axpo in Italien Gas- und Dampfkombikraftwerke (GuD).
Der Konzern investiert vermehrt in grosse Batteriespeicher und Wasserstoff, der mit Strom aus erneuerbaren Energien generiert wird (grüner Wasserstoff). Axpo beschäftigt rund 7'000 Personen und gilt als systemrelevant.
In der Schweiz versorgt Axpo die Nordostschweiz vorwiegend im Business-to-Business-Bereich mit Strom. Die grössten Kunden sind Kantons- und Stadtwerke. Die Tochtergesellschaft CKW versorgt in der Zentralschweiz rund 200'000 Kundinnen und Kunden mit Strom und Fernwärme.
In Italien, Spanien, Portugal und Polen verfügt Axpo direkt sowie über ihre Vertriebspartner über insgesamt rund 400'000 Lieferpunkte im Stromvertrieb und über rund 45'000 Lieferpunkte im Gasvertrieb.
Laut Unternehmensstrategie setzt Axpo auf erneuerbare Energien. In den letzten drei Jahren baute der Konzern 1'000 Megawatt (MW) an Wind- und Solarkraft zu, dies aber vor allem im Ausland. Bis 2030 sollen international 10 Gigawatt (GW) an Solarkraft sowie 3 GW an Windkraft zugebaut werden, wobei die Anlagen nach Fertigstellung in der Regel verkauf werden. Teil der Strategie ist es zudem, zur Energieversorgung der Schweiz beizutragen. So fielen in den letzten 10 Jahren 60 % der Investitionen von Axpo auf die Schweiz, was rund CHF 5 Mrd. entspricht. Für ihren Beitrag an die Versorgungssicherheit des europäischen Auslands verweist Axpo auf ihre Pumpspeicherkraftwerke wie Limmern oder den Transport von Flüssigerdgas (Liquified Natural Gas, LNG). Das Kunden- und Handelsgeschäft soll ebenfalls ausgebaut werden.

## Geschichte

Früheres Logo

Die Wurzeln der Axpo gehen auf die Anfänge der Elektrifizierung der Schweiz vor über 100 Jahren zurück.
1908 verband die damalige Motor AG ihr Niederdruckwasserkraftwerk in der Beznau, Aargau, mit dem Speicherkraftwerk an der Löntsch, Glarus, durch eine 100 Kilometer lange 27-Kilovolt (kV)-Leitung zum Stromverbund. Gründer der Motor AG war Walter Boveri, der auch Mitgründer der Brown, Boveri & Cie. war, die 1988 mit der schwedischen ASEA zur ABB fusionierte. Die Motor AG gliederte die beiden Kraftwerke noch im selben Jahr in die Tochtergesellschaft Kraftwerke Beznau-Löntsch AG aus. Zum Versorgungsgebiet der Gesellschaft gehörte auch Schaffhausen.
Die sichere Stromversorgung gewann früh an Bedeutung und damit stieg politisch der Druck, sie von privater in die öffentliche Hand zu überführen. 1914 schlossen sich die Kantone Aargau, Glarus, Zürich, Thurgau, Schaffhausen und Zug zur Gründung der Nordostschweizerischen Kraftwerke AG, kurz NOK, zusammen und übernahmen die Kraftwerke Beznau-Löntsch. Später folgten Schaffhausen und Appenzell Innerrhoden. Ihr erstes eigenes Wasserkraftwerk stellte die NOK 1920 bei Eglisau am Rhein fertig. Die Anlage ist seit 1979 denkmalgeschützt.
1958 wurden Deutschland, Frankreich und die Schweiz mit einem 220-kV-Netz verbunden, das 1967 auf die 380-kV-Spannungsebene ausgebaut wurde. Das zentrale Schaltfeld erlangte unter dem Namen «Stern von Laufenburg» Bekanntheit und legte die Basis für einen internationalen Verbundnetzbetrieb. Weil die Nachfrage nach Strom stetig und die Produktion aus Wasserkraft gleichzeitig an ihre Grenzen stiess, sollte die Atomkraft zum zweiten Pfeiler der Stromversorgung werden. In den 1960er Jahren war diese Forderung politisch noch breit abgestützt. SP-Bundesrat Willi Ritschard oder der Naturschutzbund, die Vorläuferorganisation von Pro Natura, sprachen sich für Atomkraftwerke aus. Im Dezember 1969 wurde der erste Block des Kernkraftwerks Beznau nach einer Bauzeit von vier Jahren kommerziell in Betrieb genommen. 1971 ging der Schwesterblock Beznau 2 in Betrieb.
Neben der Aare-Insel Beznau auf Böttsteiner Boden richtete die NOK 1973 die schweizweit erste Energiedialogstätte mit der Bevölkerung ein. Das Axporama wurde als Informationszentrum für das Kernkraftwerk Beznau erstellt, 2006 mit weiteren Themenbereichen ergänzt und Ende 2020 dauerhaft geschlossen.
Die Europäische Union leitet Ende der 1990er die schrittweise Liberalisierung des Strommarkts ein. Um aus der NOK ein europafähiges Stromunternehmen zu machen, gründeten die NOK sowie die beteiligten Kantone und ihre Kantonswerke 2001 die Axpo Holding AG. Sie umfasste unter ihrem Dach die NOK, die Centralschweizerische Kraftwerke AG (CKW) und die EGL AG, der späteren Axpo Solutions AG. 2009 wird aus der traditionsreichen NOK die Axpo AG und schliesslich folgt drei Jahre später deren Umfirmierung in die heutige Axpo Power AG. 2005 startete Axpo (damals noch als NOK) das Grossprojekt «Linthal2015» in den Glarner Alpen. Auf Höhe Limmernsee wurde die Stufe Muttsee-Limmernsee mit einem Pumpspeicherwerk von 1000 Megawatt (MW) Leistung ausgebaut. Rund zehn Jahre dauerten die Planung und der Ausbau. Die Kosten beliefen sich auf 2,1 Mrd. Franken.
Als Reaktion auf das Reaktorunglück in Fukushima in Japan von 2011 beschloss der Schweizer Bundesrat den Verzicht auf den Bau neuer Kernkraftwerke. Deutschland wollte bis 2022 aus der Atomkraft aussteigen und nahm ältere AKWs vom Netz, während stillgelegte Kohlekraftwerke wieder hochgefahren wurden. Die Folge waren massiv fallende Öl- und Gaspreise, während CO2-Zertifikate aufgrund des nicht funktionierenden Handels zu günstig waren. Gleichzeitig förderte namentlich Deutschland den subventionierten Zubau von Wind- und Solaranlagen stark. In der Folge kam es an den Strombörsen zum Zerfall der Grosshandelspreise. Die Einnahmen für stromproduzierende Unternehmen wie die Axpo brachen ein. Ende 2016 setzte die UBS das Kreditrating der Axpo auf «BBB+» herunter, mit Ausblick «negativ». Aktuell bewertet UBS den Ausblick «stabil» bei gleichbleibendem Rating, die ZKB mit «A-, stabil» (siehe aktuelle Kreditratings)
2017 verwarf das Schweizer Stimmvolk die Atomausstiegsinitiative an der Urne. AKW sollten so lange betrieben werden, wie sie sicher sind und die Lücke überbrücken helfen, bis die Energiestrategie 2050 des Bundes greifen kann. Das Nein wurde indes nicht als Ja zur Atomkraft per se gewertet.
Seit dem Geschäftsjahr 2014/15 expandierte der Konzern in Wind- und Solarenergie. Namhafte Zukäufe waren die vollständige Übernahme der deutschen Volkswind (2015). sowie der französischen Urbasolar (2019). Des Weiteren hielt Axpo an Global Tech I eine Beteiligung von 24,1 %. Der Offshore-Windpark ist seit 2015 in Betrieb. Gemäss eigener Aussage will der Konzern den Bereich erneuerbare Energie weiter ausbauen, inkl. dem Geschäft mit langfristigen Stromverträgen (Power Purchase Agreements). Prozesse sollen vermehrt digitalisiert werden, um Synergien zu heben und an Wettbewerbsfähigkeit zu gewinnen.
Aufgrund extremer Preissteigerungen auf den Energiemärkten im Jahr 2022 reichte die Axpo Holding beim Bundesrat ein Gesuch um temporäre Liquiditätsunterstützung ein. Dieser aktivierte, gestützt auf eine Notverordnung (Verordnung über subsidiäre Finanzhilfen zur Rettung systemkritischer Unternehmen der Elektrizitätswirtschaft), mit Bewilligung der dafür zuständigen Finanzdelegation der Bundesversammlung Anfang September 2022 einen Rettungsschirm und stellte der Axpo einen Kreditrahmen im Umfang von 4 Milliarden Franken zur Verfügung. Auf Gesuch der Axpo hat das UVEK die dazugehörige Verfügung per 1. Dezember 2023 vollständig aufgehoben, ohne das der Kreditrahmen je beansprucht wurde.
2024 sollte die Axpo auf eine neue juristische Grundlage gestellt werden; der gültige Axpo-Aktionärsbindungsvertrag schützte die Axpo seit 1914 vor der Privatisierung. Nachdem acht Kantone einem neuen Vertragswerk zugestimmt hatten, verunmöglichte ein vom Volk abgelehntes Referendum im Kanton Schaffhausen die Einführung des vorgeschlagenen neuen Vertrags. Im Januar 2025 wurde im Zürcher Regierungsrat eine Interpellation eingereicht, die sich mit der aktuellen Situation und den künftigen Schritten bezüglich NOK-Gründervertrag befasst. Der Regierungsrat erkannte den rechtlichen Handlungsbedarf an und erachtet es als notwendig, eine Lösung zu finden, die den unterschiedlichen Anliegen gerecht wird.
Im Juli 2025 wurde bekannt, dass Axpo auch zukünftig die polnische Sokołów-Gruppe, einer der grössten Fleischproduzenten in Mittel- und Osteuropa, mit Strom beliefern wird.

## Unternehmen
Die Axpo-Gruppe versorgt in der Nordostschweiz und der Zentralschweiz rund 3 Millionen Menschen und mehrere tausend Industrie- und Gewerbebetriebe mit Energie und energienahen Dienstleistungen. Eigentümer der Axpo Holding sind die Nordostschweizer Kantone und deren Kantonswerke.

### Aktionäre
Die Aktien der Axpo Holding sind vollständig in der Hand der nordostschweizerischen Kantone bzw. Kantonswerke. Im Detail sind dies:
- Elektrizitätswerke des Kantons Zürich mit 18,410 %
- Kanton Zürich mit 18,342 %
- AEW Energie mit 14,026 %
- Kanton Aargau mit 13,975 %
- St. Gallisch-Appenzellische Kraftwerke mit 12,501 %
- EKT Holding mit 12,251 %
- Kanton Schaffhausen mit 7,875 %
- Kanton Glarus mit 1,747 %
- Kanton Zug mit 0,873 %

### Tochterunternehmen und Geschäftsbereiche
Die wesentlichen Tochtergesellschaften der Axpo Holding AG sind:
- Axpo Grid, zu 100 %
- Axpo Hydro, 100 %
- Axpo Power AG (Produktion & Vertrieb), zu 100 %
- Axpo Solutions AG (Handel & Vertrieb), zu 100 %
- CKW AG, CKW (Endkundengeschäft), zu 81 %
- Bis im Jahr 2021: Avectris AG (IT-Dienstleistungen für Axpo und Drittkunden), zu 65,6 %

Der Bereich «Produktion & Vertrieb» betreibt den Kraftwerkpark im in- und Ausland (Kernenergie, erneuerbare Energien, GuD) sowie die Verteilnetze. Der Bereich investiert zudem in Kraftwerk- und Netzkapazitäten und baut das Geschäft mit grünem Wasserstoff und grossen Batteriespeichern aus.
Der Bereich «Handel & Vertrieb» vermarktet die Energie aus dem Kraftwerkportfolio und ist europaweit im Energiehandel aktiv. Axpo handelt vor allem Strom, Erdgas, Biomasse, CO2-Zertifikate und Grüne Zertifikate für Energie aus erneuerbaren Quellen. Der Konzern ist zudem im sogenannten Origination-Geschäft aktiv, welches im Unterschied zu Standardprodukten auf Produkten basiert, über die der Anbieter Risiken von Kunden übernimmt und bewirtschaftet. Dabei sind langfristige Stromverträge (Power Purchase Agreement, PPA) bedeutend.
Die CKW AG versorgt gegen 200‘000 Privatkunden in der Zentralschweiz.

## Nachhaltigkeit
Der Axpo Strommix ist insofern klimafreundlich, als dass er in der Schweiz mit Wasserkraft, Kernenergie und Biomasse kaum CO2 emittiert. Aufgrund der gasbefeuerten Kraftwerke in Italien emittiert Axpo mit dem eigenen Kraftwerkspark insgesamt (direkt und indirekt) mehrere Tonnen CO2 pro Jahr. Im Geschäftsjahr 2023/24 waren es knapp 2 Mio. Tonnen.
Über den gesamten Kraftwerkpark gesehen ist der Axpo Strommix aber dennoch bereits heute auf jenem Niveau, welches für Europa bis 2035 angestrebt wird.
Axpo erreichte zudem, ausgehend vom Geschäftsjahr 2018/19 kumulativ Energieeffizienzsteigerungen von rund 90 Gigawattstunden (GWh) über die letzten sechs Jahre.
Bis 2030 will Axpo die Emissionen für den eigenen Stromkonsum und Fuhrpark auf Null reduzieren. Jene im direkten Einflussbereich sollen bis 2040 dekarbonisiert und bis 2050 netto Null Emissionen in der gesamten Wertschöpfungskette erreicht werden.
Seit dem Geschäftsjahr 2014/15 bis heute hat das Unternehmen das eigene Portfolio an Wind- und Solarenergie, dies vor allem im Ausland, sowie Biomasse von 350 MW bis auf rund 1150 MW mehr als verdreifacht.
Axpo versteht diese Investitionen sowie den Ausbau des Geschäfts mit langjährigen Stromabnahmeverträgen (PPA) für nicht subventionierte erneuerbare Energien auch als Beitrag der Nachhaltigkeitsziele der Vereinten Nationen. Durch die kostendeckende Einspeisevergütung (KEV) erhält die Axpo aber auch Subventionen, alleine für das Kraftwerk Rüchlig über 10 Mio. im Jahr 2015.

## Produktionsanlagen

### Installierte Kraftwerkkapazitäten
Axpo betreibt mehr als 100 Kraftwerke und verfügt in der Schweiz über Installierte Kraftwerkkapazitäten von insgesamt rund 9‘890 MW, Stand Ende September 2024. Der Grossteil davon fällt auf heimische Wasserkraft.
| Energieträger Schweiz/Ausland                | Installierte Leistung in MW GJ 2023/24 | Installierte Leistung in MW GJ 2022/23 |
| -------------------------------------------- | -------------------------------------- | -------------------------------------- |
| Schweiz                                      |                                        |                                        |
| Wasserkraft Schweiz                          | ca. 4'340                              | ca. 4'370                              |
| Kernenergie Schweiz, inkl. Langfristverträge | ca. 1'630                              | ca. 1'630                              |
| Biomasse                                     | ca. 20                                 | ca. 20                                 |
| Solar                                        | ca. 7                                  | ca. 6                                  |
| Wind                                         | ca. 2                                  | ca. 2                                  |
| Ausland                                      |                                        |                                        |
| Erdgas                                       | ca. 1'750                              | ca. 1'750                              |
| Kernenergie, inkl. Langfristverträge         | ca. 1'020                              | ca. 1'100                              |
| Wind                                         | ca. 580                                | ca. 550                                |
| Solar                                        | ca. 540                                | ca. 390                                |
| Total                                        | ca. 9'889                              | ca. 9'818                              |

### Sicherheit
Sicherheit der Anlagen: Zur Sicherheit der Nuklearanlagen heisst es im Axpo Nachhaltigkeitsbericht 2023/2024: «Axpo hält die  internationalen Standards der IAEA Safety Convention (International Atomic Energy Agency) zur nuklearen Sicherheit ein. Nationale und internationale Behörden überprüfen regelmässig die nukleare Sicherheit. Periodische Sicherheitsprüfungen sind die Basis für Massnahmen zur Aufrechterhaltung und Verbesserung des sicheren Betriebs der Anlagen. Darüber hinaus wird die nukleare Sicherheit durch die World Association of Nuclear Operators (WANO) regelmässig analysiert und bewertet.»
→ Meldepflichtige Vorfälle bei Atomanlagen, siehe unter Axpo Power AG
Auch Stauanlagen werden permanent überwacht und regelmässig geprüft. Stauanlagen einer bestimmten Kategorie müssen Erdbeben standhalten, die von der Stärke her nur alle 10'000 Jahre zu erwarten sind. Diese Anlagen unterstehen der Aufsicht des Bundesamts für Energie (BFE).
Sicherheit der Energieversorgung: Der Axpo-Kraftwerkspark kombiniert Anlagen, die Grundlast, Spitzenenergie und Regelenergie bereitstellen. In der Schweiz verfügt sie über eine Nettoenergieproduktion von rund 23,3 Mrd. kWh und ein Stromnetz von 2200 Kilometern. Die durchschnittliche Dauer von Versorgungsunterbrüchen pro Endverbraucher ist gering. Im Geschäftsjahr 2023/24 lag diese bei Axpo Netze bei 0,89 min/a, bei der CKW bei 15 min/a.

### Energieträger und Kraftwerke

#### Erneuerbare Energie
Axpo hat im Bereich Erneuerbare primär in Schweizer Wasserkraft, Solar- und Windenergie sowie in Biomasse investiert. Jährlich produziert das Unternehmen in der Schweiz rund 10,8 Mrd. kWh Strom aus erneuerbarer Energie. Wird die Produktion im Ausland dazu gerechnet, sind es rund 12,6 Mrd. kWh.
Wasserkraft
Wasserkraft spielt beim geplanten Umbau der Stromproduktion in der Schweiz gemäss Energiestrategie 2050 eine wichtige Rolle.
Axpo verfügt in der Schweiz über eine installierte Leistung an Wasserkraft von 4340 MW. Ihr Hydro-Kraftwerkspark (Eigentum und Beteiligungen) umfasst rund 60 Anlagen. Damit ist das Unternehmen der grösste Produzent von Wasserkraft in der Schweiz.
Axpo Wasserkraftwerke mit einer installierten Leistung von über 10 MW (Auswahl):
- Hydraulisches Kraftwerk Beznau (Laufwasserkraftwerk)
- Kraftwerk Rheinau (Laufwasserkraftwerk)
- Kraftwerk Eglisau-Glattfelden (Laufwasserkraftwerk)
- Kraftwerk Limmern (Pumpspeicherkraftwerk)

(Für eine Liste der Schweizer Wasserkraftwerke generell, siehe hier).
Biomasse
Axpo verfügt in der Schweiz über 15 Biogasanlagen sowie 5 Kompostierplätze. Das Unternehmen verwertet Bioabfälle von mehr als 3'000 Kunden (Städten, Gemeinden, Industrie und Gewerbe).
Fortschritte bei der Energieeffizienz: Im Geschäftsjahr 2018/19 wurden in der Kompogasanlage Chavornay Effizienzsteigerungen von 150 MWh realisiert.
Photovoltaik
Axpo ist 2019 mit der vollständigen Übernahme der französischen Urbasolar in das stark wachsende, internationale Solargeschäft eingestiegen. Axpo will in den nächsten Jahren Solarkraftwerke mit einer Gesamtleistung von 10 Gigawatt (GW) entwickeln.
In der Schweiz ist Axpo im Solargeschäft über die CKW AG präsent (Region Deutschschweiz). Axpo baut und betreibt grosse Anlagen wie z. B. an der Muttsee-Staumauer oder NalpSolar. An der Staumauer des Muttsees auf rund 2500 m ü. M. wurde eine Grossanlage mit 6000 Photovoltaik-Modulen installiert. NalpSolar ist eine alpine Freiflächenanlage im Kanton Graubünden mit 8 MW Spitzenleistung.
Solaranlagen in hohen Lagen haben den Vorteil, dass sie mehr produzieren, als vergleichbare Anlagen im Mittelland, und das vor allem im Winter, wenn die Schweiz auf Importe angewiesen ist. Die alpine Solaranlage wird während des Winters rund 50 % des Stroms erzeugen.
Windenergie
Mit der deutschen Volkswind, die Axpo 2015 vollständig übernommen hat, ist der Konzern in Frankreich und Deutschland in der Windenergie präsent. Das akquirierte Know-how nutzt Axpo auch zur Entwicklung von Windenergieanlagen in Finnland, Rumänien und der Schweiz. Axpo ist zudem mit 24,1 % am Offshore-Windpark Global Tech I in der Nordsee beteiligt. Die Anlage mit einer installierten Leistung von 400 MW ging 2015 in Betrieb. Seit Anfang 2020 ist Axpo für die gesamte Vermarktung des von Global Tech I erzeugten Stroms verantwortlich, das sind jährlich rund 1500 Mio. kWh.
Marktdaten zum Windenergie-Sektor siehe hier.
Wasserstoff
Axpo attestiert nach eigenen Angaben grünem Wasserstoff eine wichtige Rolle in der Dekarbonisierung von Industrie, Mobilität und Energiesystemen, dies vor allem dort, wo eine direkte Elektrifizierung schwierig ist (z. B. Schwerlastverkehr, Schifffahrt, industrielle Prozesse). Wasserstoff kann auch als Energiespeicher eingesetzt werden, besonders zur Zwischenspeicherung von Strom aus erneuerbaren Quellen.
Kernenergie

##### Beteiligungen der Axpo an Schweizer Kernkraftwerken
| Anlage                    | Axpo Power AG | Axpo Solutions AG | CKW AG | Axpo Gruppe |
| ------------------------- | ------------- | ----------------- | ------ | ----------- |
| Kernkraftwerk Beznau      | 100,0 %       |                   |        |             |
| Kernkraftwerk Gösgen      | 25,0 %        |                   | 12,5 % | 37,5 %      |
| Kernkraftwerk Leibstadt * | 22,8 %        | 16,3 %            | 13,6 % | 52,7 %      |

Quelle: Axpo-Website
* AEW Energie AG, die Miteigentümerin der Axpo Gruppe ist, hält 5,43 Prozent am Kernkraftwerk Leibstadt. Dadurch sind indirekt 58,1 Prozent des Kernkraftwerks Leibstadt im Besitz der Axpo und Axpo-naher Gesellschaften.
Neben der Eigentümerschaft an den genannten Kernanlagen verfügt Axpo über Bezugsrechte an französischen Kernkraftwerken.
Axpo plant, Block 2 des Kernkraftwerks Beznau noch bis 2032 und Block 1 bis 2033 zu betreiben. Anschliessend sollen die Blöcke stillgelegt und zurückgebaut werden. Axpo wird zusätzlich CHF 350 Mio. investieren, um den sicheren Betrieb bis zur endgültigen Stilllegung zu gewährleisten.
Grossbatteriespeicher
Durch den Ausbau erneuerbarer Energien wie Solar- und Windenergie entstehen Schwankungen im Stromnetz, die durch leistungsstarke Batteriespeicher ausgeglichen werden können, was zur Netzstabilität beiträgt. Axpo beschäftigt sich seit Jahren mit der Entwicklung, dem Bau und der Kommerzialisierung von Grossbatteriespeichern und will vermehrt in diesen Bereich investieren, in der Schweiz und in weiteren europäischen Ländern.
Erdgas und Flüssigerdgas
Axpo handelt in Europa Erdgas und Flüssigerdgas (engl. Liquefied Natural Gas, LNG), organisiert den Transport und die Speicherung und ist in mehreren europäischen Ländern präsent. Das Unternehmen versorgt Europa mit jährlich über 25 LNG-Lieferungen, die unter anderem nach Spanien, Frankreich, Italien und Portugal gehen. In der Schweiz versorgt Axpo verschiedene Kunden mit rund 1 TWh Erdgas pro Jahr.
Axpo gehört zu den Gründern der Trans Adriatic Pipeline (TAP) und nutzt diese für Gaslieferungen nach Europa, inkl. in die Schweiz. Der Konzern bezeichnet LNG als Übergangstechnologie zur Reduktion von CO2-Emissionen, vor allem im Schiffsverkehr.

### Netze
Axpo unterhält in der Schweiz eine eigene Netzinfrastruktur und verbindet mit ihren Verteilnetzen das Übertragungsnetz der nationalen Netzgesellschaft Swissgrid mit den Verteilnetzen der Kunden.
Das überregionale Verteilnetz der Axpo (110 kV/50 kV/16 kV) erstreckt sich über 2200 Kilometer und umfasst 8000 Masten. Es besteht zu 82 Prozent aus Freileitungen und zu 18 Prozent aus Kabelleitungen.
Axpo versorgt mit ihren Netzen die gesamte Nordostschweiz, das Fürstentum Liechtenstein sowie Teile der Kantone Schwyz, Zug, Graubünden und Wallis mit Strom.

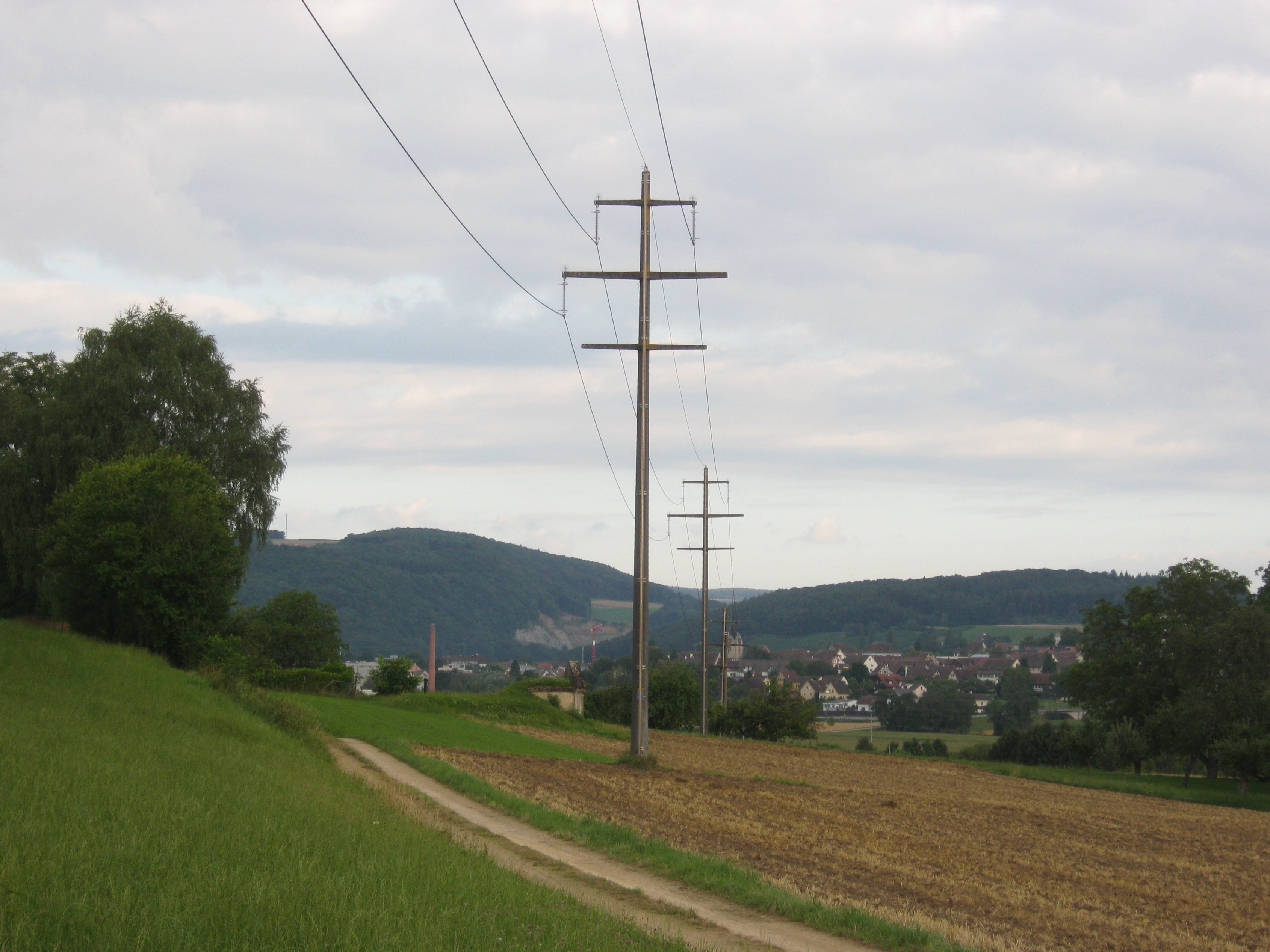
Mast der Leitung Schlattingen-Thayngen südlich von Bietingen auf deutschem Boden

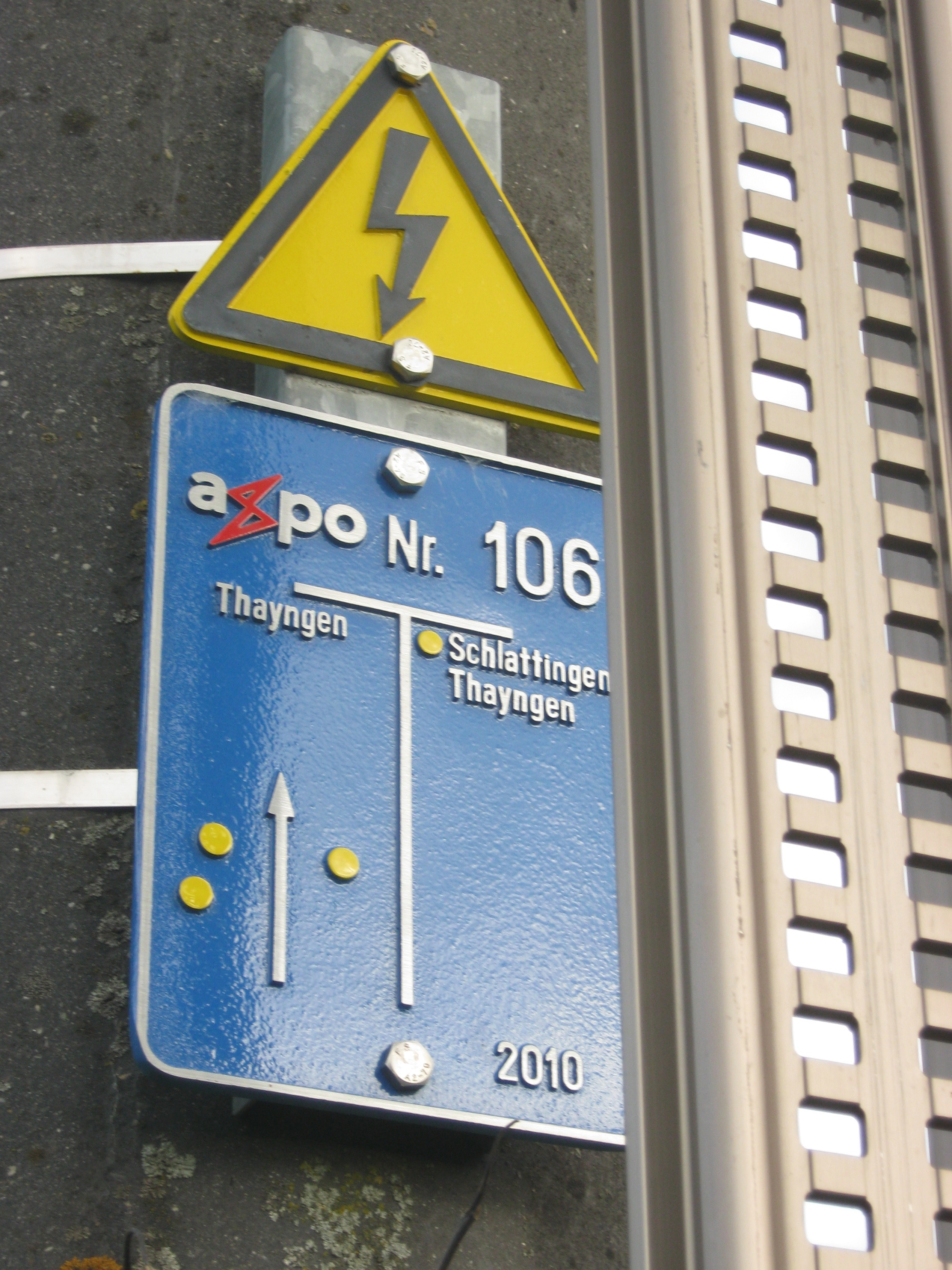
Schild an einem Mast der Leitung Schlattingen-Thayngen südlich von Bietingen auf deutschem Grund

Die Hochspannungsleitung Thayngen-Schlattingen der Axpo verläuft teils über deutsches Gebiet, versorgt aber keine Umspannwerke in Deutschland.

## Energiehandel
Der internationale Energiehandel ist das traditionelle Geschäft der ehemaligen Axpo Trading AG (zuvor EGL AG) und heutigen Axpo Solutions AG.
Axpo kauft und verkauf sowohl Strom als auch Erdgas, Flüssigerdgas, Erdöl und Herkunftsnachweise sowie Energiederivate und beliefert kleine und mittelgrosse Unternehmen bis hin zu multinationalen Konzernen. Ein Teil des Handels erfolgt im Rahmen des Asset Backed Trading, also dem Handel von Strom aus eigenen Kraftwerken. Merchant Trading umfasst unter anderem den Handel von Flüssigerdgas und die Nutzung von Speicherkapazitäten, auch für den Schweizer Markt.
Axpo ist an zahlreichen Energiebörsen und Broker-Plattformen in ganz Europa akkreditiert. In den USA bietet der Konzern ebenfalls Zugang zu allen relevanten Strombörsen und ermöglicht den Handel über verschiedene Laufzeiten mit Optionen, Standardprodukten und OTC-Geschäften. In Asien ist Axpo in Singapur präsent. Für Japan wird der Handel mit Strom und Flüssigerdgas geprüft. 
Das Solar- und Windkraftgeschäft verknüpft der Konzern mit dem Vermarktungsgeschäft über sogenannte Abnahmeverträge, englisch Power Purchase Agreements (PPA).
Im Auftrag von Kunden verwaltet und vermarktet Axpo in Europa und den USA ein Portfolio von 93 TWh aus Wind- und Solarenergie, Biomasse und Wasserkraft.
→ Weiter Informationen, siehe unter: Axpo Solutions AG

## Kritik
Die Axpo war 2011 nominiert für den Public Eye Award, mit welchem Konzerne ausgezeichnet werden, welche sich laut den Initianten besonders verantwortungslos gegenüber Mensch und Umwelt verhalten. Der Award ging jedoch an ein anderes Unternehmen. Gemäss Nominationstext ist die russische Anlage Majak, Bezugsort der Kernkraft-Brennelemente, der «verstrahlteste Ort der Welt». Die Neue Zürcher Zeitung schrieb dazu: Dass Umweltschützer besser über die Herkunft Bescheid wussten als die Axpo-Spezialisten, wirkt peinlich. Die Axpo wollte die Anlage besuchen, was jedoch selbst den Inspektoren der Internationalen Atomenergie-Organisation verwehrt wird. Am 12. November 2011 kommunizierte Axpo, «vorübergehend den Auftrag erteilt» zu haben, auf Brennelemente aus Majak zu verzichten. Axpo behauptete, es gebe «keine Belege für eine unzulässige Belastung». Die Anlagen entsprächen «international akzeptierten Vorschriften» und würden «die gesetzlichen Anforderungen» erfüllen.
2014 gab der Konzern schliesslich bekannt, dass er nach einer einstweiligen Sistierung endgültig auf Uran aus dem russischen Majak verzichte. Im März 2025 gab Axpo bekannt, dass sie für die Kernkraftwerke Beznau und Leibstadt neue Verträge für den Kernbrennstoff abgeschlossen hat. Das Unternehmen verzichtet künftig auf russische Lieferanten in der Lieferkette.
→ Kritik an Betriebsdauer des KKB, siehe Axpo Power AG

## Varia
Die Axpo Holding war bis zum Jahr 2012 Hauptsponsor der höchsten Schweizer Fussballliga, der Axpo Super League.
Über den gesamten Kraftwerkpark des Konzerns, also inklusive der Anlagen im Ausland (wie der GuD in Italien), liegt die Lebenszyklus-Treibhausgas-Intensität für das Geschäftsjahr 2023/24 bei 81 g CO2-Äquivalenten pro Kilowattstunde (kWh). Zum Vergleich: Der EU-Durchschnitt liegt für 2023 bei 244 gCO2e/kWh.
Im Geschäftsjahr 2023/24 fielen im Kernkraftwerk Beznau pro erzeugter Kilowattstunde rund 6 Kubikmillimeter radioaktiver Abfall an die Axpo durchschnittlich 103 Gramm CO2-Äquivalente und 29 Kubikmillimeter Atommüll pro Kilowattstunde. Unter den vier grössten Energiekonzernen in der Schweiz – neben der Axpo sind dies Alpiq, BKW und Repower – schnitt die Axpo mit durchschnittlich 312 Umweltbelastungspunkten (UBP) gemäss der Schweizerischen Energiestiftung SES bei der letzten Erhebung für das Jahr 2020 am schlechtesten ab.